# Handley Page Victor
O Handley Page Victor é um bombardeiro a jato britânico que foi produzido pela Handley Page Aircraft Company, durante a Guerra Fria.
Terceiro e último dos chamados bombardeiros-V (V-bombers), compunham as forças de dissuasão nuclear britânicas. O outros dois bombardeiros-V eram o Avro Vulcan e o Vickers Valiant. Algumas aeronaves foram modificadas para reconhecimento estratégico, com câmeras e radar.  
Depois da Marinha Real Britânica assumir a missão de dissuasão nuclear utilizando mísseis Polaris lançados de submarinos, em 1969, muitos bombardeiros foram convertidos para aviões-tanque. Foi utilizado nessa função durante a Guerra das Malvinas,em 1982, e na Guerra do Golfo, em 1991.
O último Victor foi retirado de serviço em outubro de 1993. 
A única aeronave Handley Page Victor remanescente foi restaurada e está em exibição no Imperial War Museum Duxford.